# Виккерс (танк)
«Виккерс» (англ. Vickers main battle tank) — семейство опытных и серийных британских танков производства фирмы Виккерс. Некоторые танки этого семейства до сих пор состоят на вооружении ряда стран.

## История и представители семейства
- Vickers Mk 1 — базовая версия 1963 года, изготовлено 160 единиц. Танк был создан на узлах танков «Чифтен» и «Центурион»[1] в 1961—1963 годах для экспортных поставок и на вооружение британской армии никогда не принимался. Серийное производство танка началось в 1965 году[1] и продолжалось до 1994 года.
- «Виджаянта» — лицензионная версия Vickers Mk 1 с незначительными изменениями, производилась в Индии с 1965 года.
- Vickers Mk 2 — прототип с двумя пусковыми установками ПТУР «Swingfire»
- Vickers Mk 3 — модификация 1975 года с новой башней, двигателем Detroit Diesel 12V-71T, стабилизированным в двух плоскостях 105-мм орудием L7A1, системой управления огнём EFCS 600, наличием лазерного дальномера «Simrad LV352», бесподсветочных приборов ночного видения и увеличенным до 44 выстрелов боекомплектом[2][3]. Всего изготовлено более 184 единиц.
- Vickers Mk 3(I) — улучшенная версия с новыми системой управления огнём, двигателем и трансмиссией
- Vickers Mk 3(M) — модификация для Малайзии.
- Vickers Mk 4 «Valiant» — опытный экспортный вариант, разработанный в 1977 году и представленный в 1980 году (изготовлен один экземпляр). На танке была установлена «универсальная башня» новой конструкции («Universal Turret») с «адаптивным бронированием», позволявшая установить 105-мм английское орудие; 120-мм английское нарезное орудие L11A5 (от танка «Челленджер»); 120-мм гладкоствольное немецкое орудие «Rheinmetall» L44 или 120-мм гладкоствольное французское орудие GIAT CN-120 F1. На танке была установлена итальянская система управления огнём «Centaur» производства компании «Marconi»[3].
- Vickers Mk 5 (проект VFM5) — опытный лёгкий танк, создававшийся в сер. 1980-х гг. совместно с американской корпорацией FMC International для экспорта в третьи страны, в продажу не поступал[4].
- Vickers Mk 7 — опытный вариант, разработанный в 1985 году совместно с западногерманской фирмой «Краус-Маффей»[5] (изготовлен один экземпляр). Боевой вес — 54,6 тонн[6]. На танке была установлена «универсальная башня» («Universal Turret») от модификации «Вэлиант» с модифицированным «адаптивным бронированием»: броневая защита была усилена за счет применения в передней и боковой частях башни многослойной брони «чо́бэм». Танк был оснащен 120-мм нарезным орудием L115A1 (с боекомплектом 40 выстрелов) и спаренным 7,62-мм пулемётом (с боекомплектом 2000 патронов), кроме того, на башне танка были установлены два пятиствольных дымовых гранатомёта. Танк использовал ходовую часть немецкого танка «Леопард-2» с установленным 12-цилиндровым дизельным двигателем MB-873Ka501 (1500 л. с.). Для наведения орудия у наводчика имелось два прицела: основной — телескопический L30 и дополнительный перископический GS-10 на крыше башни (оба производства компании Vickers Instruments, ещё один, дневной панорамный прицел с лазерным дальномером SFI/M VS 580-10, поставлявшийся французской компанией SFIM[фр.], имелся у командира). Также, танк был оборудован гиростабилизированным тепловизионным ночным прицелом второго поколения «Philips» UA9090, системой управления огнём «Кентавр-1» компании «Marconi», и автоматической системой пожаротушения фирмы «Грейвинер»[7].

## Конструкция
37-тонный танк «Виккерс Марк 1» имеет классическую компоновку, отделение управления расположено в передней части корпуса, боевое — в средней части машины, силовое — в кормовой части.

### Броневой корпус и башня
Башня и корпус танка литые. Нижняя часть бортовой брони корпуса дополнительно усилена экранами-фальшбортами. В передней части корпуса справа расположен люк механика-водителя. На крыше башни справа размещена командирская башенка, слева — люк заряжающего.
Броня танка обеспечивает защиту экипажа от осколочно-фугасных снарядов полевой артиллерии и снарядов противотанковых пушек среднего калибра.

### Вооружение
Основным вооружением танка является 105-мм орудие L7A1, стабилизированное в двух плоскостях наведения. В лобовой части башни справа и слева установлено по одному шестиствольному гранатомёту.
В качестве вспомогательного вооружения на танке установлены два 7,62-мм пулемёта.

### Средства наблюдения
Механик-водитель имел широкоугольный перископ, который, при необходимости, заменялся на прибор ночного видения.
Командирская башенка танка обладала шестью перископами.

### Двигатель и трансмиссия
На танке установлены дизельный двигатель L60 с уменьшенной мощностью и трансмиссия, позаимствованные у танка Чифтен.

### Ходовая часть
Ходовая часть состоит из торсионной подвески, металлических гусениц, шести сдвоенных опорных и трёх поддерживающих катков (на сторону) и ведущих колёс заднего расположения.
Ширина гусеницы — 520 мм.

## Боевое применение

### Индия
Принимали незначительное участие на стороне Индии в Индо-Пакистанской войне 1971 года, Каргильской войне 1999 года и пограничном конфликте между Индией и Пакистаном 2019 года.

### Кувейт
ОБТ «Виккерс» приняли активное участие на стороне Кувейта в войне против Ирака в 1990 году. Перед началом войны у Кувейта имелось 70 танков «Виккерс» Mk 1.
Утром 2 августа возле перевала Мутла произошёл танковый бой между «Виккерсами» 6-й механизированной бригады Кувейта и Т-72 17-й танковой бригады Ирака. Из засады кувейтские танки смогли подбить один Т-72, но ответным огнём были разгромлены, командир 6-й бригады попал в плен.
50 «Виккерсов» были уничтожены и захвачены Ираком, а те немногие, что уцелели и отступили в Саудовскую Аравию, были сразу же списаны.

### Нигерия
Нигерийские танки «Виккерс» принимают участие в защите от исламистского терроризма. 15 нигерийских танков Vickers Mk.3 были захвачены мусульманскими террористами Боко Харам. Ещё несколько были уничтожены.
Нигерийцы отмечали низкую защищенность танка, «Виккерсы» уничтожались не только на минах и от огня РПГ, но и от ручных гранат и огня зенитных пушек ЗУ-23-2. Это заставило нигерийцев приобрести танки Т-72М1. После получения Т-72 произошла дуэль между «Виккерсом» террористов и правительственной «семьдесятдвойкой» 3-й дивизии. В ходе боя «Виккерс» был уничтожен.

## На вооружении
- Индия — 90 единиц, не считая танков «Виджаянта», сняты с вооружения[14]
- Нигерия — 170 Mk 3, по состоянию на 2007 год[15]
- Кения — 78 Mk.3 и 7 Vickers ARV по состоянию на 2021 год[16]
- Кувейт — всего было поставлено 70 танков Mk 1.[3][17]

## Галерея
- Кенийский Panter 4355
- «Виджаята» в мемориале в Пуне, Индия. 2007 год